# André Carson
André D. Carson (Indianapolis, 16 ottobre 1974) è un politico statunitense, membro della Camera dei Rappresentanti per lo stato dell'Indiana.
Dal 2008 Carson rappresenta il 7º Distretto Congressuale dello Stato, prendendo il posto di Julia Carson, sua nonna, morta a causa di un cancro ai polmoni nel dicembre 2007.
Carson e Keith Ellison sono gli unici due musulmani al Congresso.
È un membro del Congressional Progressive Caucus e della New Democrat Coalition.